# Inundaciones en KwaZulu-Natal de 2022

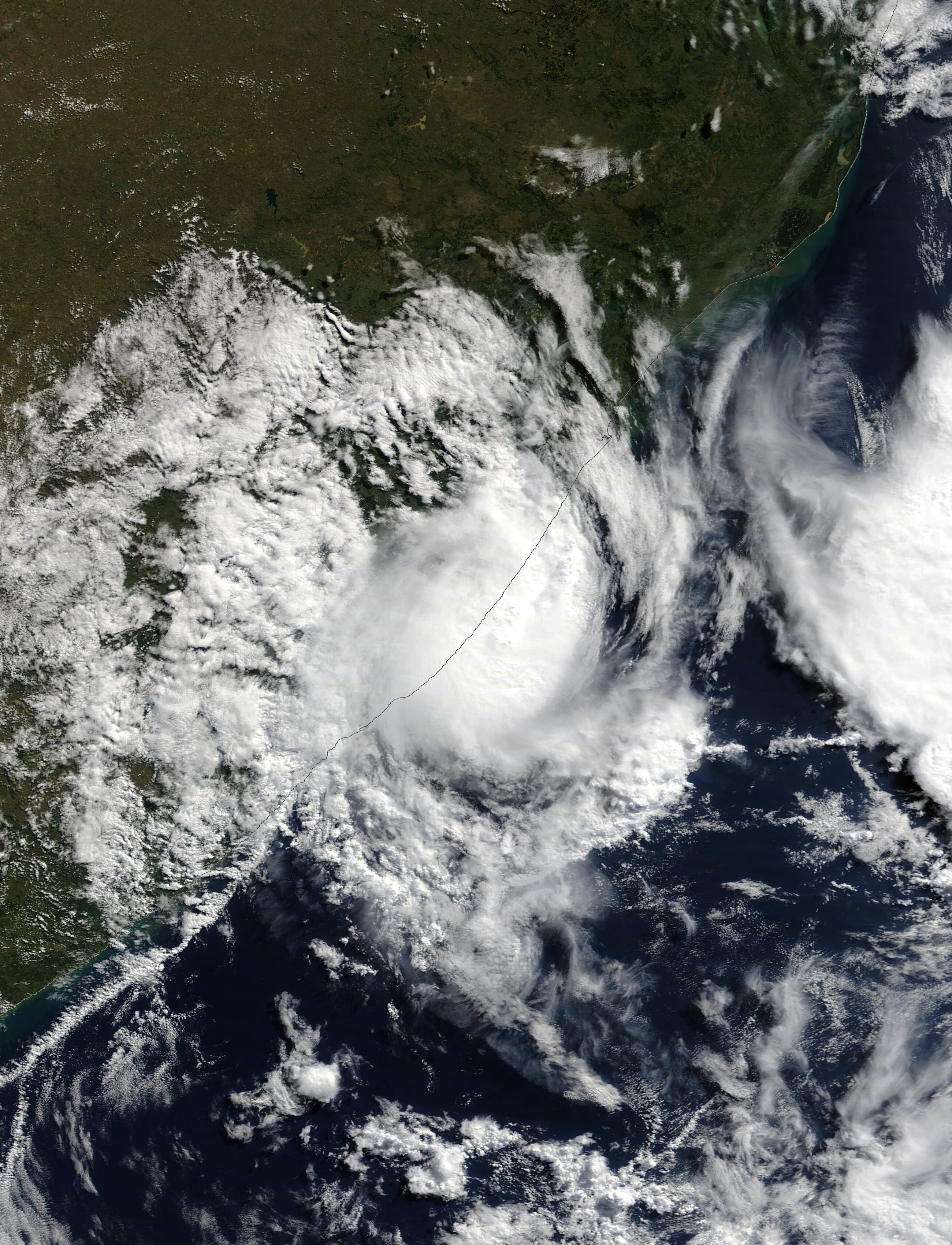
Depresión tropical Issa en 2022

Las inundaciones en KwaZulu-Natal de 2022 empezaron en abril de 2022, luego días de fuertes lluvias en el sureste de Sudáfrica que provocaron inundaciones mortales. Particularmente afectadas fueron las áreas de Durban y sus alrededores. Al menos 450 personas han muerto, y varios miles de casas fueron dañadas o destruidas. La infraestructura crítica, incluidas las principales carreteras, el transporte, las comunicaciones y los sistemas eléctricos, también se vieron afectados por las inundaciones, y este daño dificultó en gran medida los esfuerzos de recuperación y socorro.

## Antecedentes
Debido a los efectos de La Niña, Sudáfrica ha visto precipitaciones por encima del promedio en 2022. En enero, muchas regiones experimentaron sus lluvias más intensas desde que comenzaron los registros confiables en 1921. El sur de África en su conjunto experimentó múltiples ciclones tropicales devastadores y eventos de inundación en el verano de 2021-2022.
Las fuertes lluvias comenzaron en serio alrededor del 8 de abril y persistieron durante días. Para el 11 de abril, se estableció un límite bajo a lo largo de la costa este de Sudáfrica. Su flujo en el sentido de las agujas del reloj trajo aire húmedo desde los subtrópicos hacia la nación, lo que resultó en fuertes lluvias en KwaZulu-Natal. La precipitación más intensa cayó en los municipios de eThekwini, ILembe y Ugu. Durante el período del 8 al 12 de abril, la mayor parte de KwaZulu-Natal vio más de 50 mm (2 pulgadas) de lluvia, con áreas costeras que registraron más de 200 mm (7,9 pulgadas). En un período de 24 horas que abarcó del 11 al 12 de abril, el aeropuerto de Virginia registró 304 mm (12 pulgadas) de precipitación.

## Impacto
Las lluvias torrenciales destruyeron docenas de casas, arrasaron carreteras y provocaron deslizamientos de tierra. El 13 de abril, se anunció que 59 personas murieron en KwaZulu-Natal: 45 en eThekwini y 14 en iLembe. Más tarde ese día, el número de muertes reportadas debido a las inundaciones se incrementó a 253. El primer ministro de KwaZulu-Natal, Sihle Zikalala, declaró que al menos 2000 casas y 4000 chabolas fueron dañadas o destruidas. Cinco personas fueron asesinadas en un barrio de chabolas cerca de Clare Estate. Una mujer y tres niños murieron en Tongaat cuando su automóvil fue arrastrado por un río hinchado. Dos personas murieron en Verulam cuando su casa se derrumbó.
La carretera costera N2 sufrió varios deslaves, con puentes destruidos. Los carriles en dirección sur de la autopista N3, que conecta Durban y Johannesburgo, fueron cerrados debido a inundaciones y escombros.
Transnet suspendió las operaciones portuarias en Durban. Esto ocurrió en la tarde del lunes 11 de abril, y se estableció un centro de comando compuesto por Transnet, clientes y operadores para monitorear las actividades en el puerto. Las fuertes lluvias dañaron las carreteras que conducen al puerto y a la N3 que conduce a la ciudad. El envío al puerto también había sido suspendido. Se dijo a las empresas de transporte de carga que no enviaran carga de transporte a Durban. En el Puerto de Richards Bay, las terminales estaban operando pero en una capacidad limitada.
Una presa hidroeléctrica operada por Eskom fue abrumada por el aumento de las aguas, haciéndola inoperable. El CEO de Eskom, Andre de Ruyter, anunció el martes 12 de abril que los retrocesos se producirían esa noche debido a problemas en la red causados por las lluvias excesivas. En su instalación de almacenamiento de bombas Drakensberg, los escombros excesivos en las redes que protegían las turbinas necesitaban limpieza y en el esquema de almacenamiento por bombeo de Ingula, las presas superior e inferior estaban a plena capacidad y vaciar la presa superior podría provocar inundaciones. Otros problemas en KwaZulu Natal fueron las líneas eléctricas caídas y las subestaciones inundadas.
Se produjeron daños en la infraestructura de telefonía móvil de la provincia. Vodacom informó que 400 torres se vieron afectadas principalmente por cortes de electricidad e inundaciones y problemas con los conductos de fibra inundados. MTN afirmó que 500 de los sitios se vieron afectados por inundaciones y cortes de energía.
Los ríos Amanzimtoti, Umbilo y Umgeni coronaron sus orillas, inundando las comunidades circundantes. Los barrios de chabolas construidos a lo largo de las orillas de estos ríos sufrieron grandes daños. Aproximadamente 100 escuelas fueron dañadas y 500 fueron cerradas en todo el país.
Los daños a la infraestructura obstaculizaron los esfuerzos de socorro. Se solicitó apoyo aéreo a la Fuerza de Defensa Nacional de Sudáfrica para ayudar en la recuperación. Se reportaron algunos saqueos de contenedores dañados en el puerto de Tansnet.

## Respuesta
El 12 de abril, después de una reunión de emergencia tardía del consejo ejecutivo provincial de KwaZulu Natal, el primer ministro Sihle Zikalala pidió una declaración de emergencia por parte del Estado para que su provincia pueda acceder a fondos de emergencia. El presidente Cyril Ramaphosa, que asistió a una cumbre de tres días en Maputo de la Comunidad de Desarrollo de África Austral (SADC), interrumpió su viaje y regresó a KwaZulu Natal el 13 de abril.